# Anglet
Anglet (baskovsko Angelu, gaskonjsko Anglet) je obmorsko mesto in občina v jugozahodnem francoskem departmaju Pyrénées-Atlantiques regije Akvitanije. Leta 2007 je mesto imelo 37.934 prebivalcev.

## Geografija
Kraj leži v jugozahodni francoski pokrajini Gaskonji ob Biskajskem zalivu, južno od izliva reke Adour vanj, severozahodno od Bayonna. Skupaj z njim in sosednjim Biarritzom sestavlja urbano ozemlje Aglomeracijske skupnosti Bayonne-Anglet-Biarritz, v kateri živi 110.000 prebivalcev. Pri Angletu se končuje peščena obala, ki se pričenja 200 km daleč na severu pri Pointe de Grave (konec estuarija Gironde).

## Administracija
Anglet je sedež dveh kantonov:
- Kanton Anglet-Jug (del občine Anglet: 21.536 prebivalcev),
- Kanton Anglet-Sever (del občine Anglet: 16.398 prebivalcev).

Oba kantona sta sestavna dela okrožja Bayonne.

## Pobratena mesta
- Ansbach (Nemčija);